# 諸田敏
諸田 敏（もろた さとし、1959年5月15日 - ）は、主に特撮テレビドラマ作品の監督・演出家。東京都出身。

## 経歴
映像関係の専門学校を卒業後、助監督を目指しフリーの制作部として映画や2時間ドラマでの現場を半年経験後、日活ロマンポルノの現場に従事。その後、制作部をやらない意志を示すと、「東映で助監督を探している」という声がかかり東映テレビプロに移り、1985年、『電撃戦隊チェンジマン』よりスーパー戦隊シリーズに助監督として参加。当時、監督は山田稔、堀長文、長石多可男、東條昭平が中心で、チーフの助監督は小中肇だった。『光戦隊マスクマン』の4話よりチーフ助監督として現場を支えたが、後に本人は「正直、子供番組に興味はなく常に動いている現場で仕事を覚えるのには良いと言われ、半年の契約と言われていたが『チェンジマン』で1年だった（笑）」と語っている。
1991年、『地球戦隊ファイブマン』の最終回を最後に特撮の現場を離れたあとは、2時間ドラマや『福井さんちの遺産相続』、『HOTEL』、『はぐれ刑事純情派』、『はだかの刑事』といった連続ドラマの助監督を担当。その間も『恐竜戦隊ジュウレンジャー』、『ブルースワット』、『劇場版 超力戦隊オーレンジャー』などの別班で東映特撮に携わることはあった。
1996年に『超光戦士シャンゼリオン』の助監督で本格的に東映特撮に復帰。そして同作品の第19話で監督デビューする。
その後は東映特撮に参加する傍ら、『はみだし刑事情熱系』や『幻想ミッドナイト』などにも助監督として携わる。1998年の『星獣戦隊ギンガマン』の終盤からスーパー戦隊シリーズに監督として初参加。1999年、日笠淳プロデューサーがチーフとなった『救急戦隊ゴーゴーファイブ』より本格的に監督のローテーションに定着。日笠プロデューサーとは特に親密で、以降彼のプロデュース作品のほぼすべてにおいて名を連ねた。その中でも『未来戦隊タイムレンジャー』・『百獣戦隊ガオレンジャー』・『轟轟戦隊ボウケンジャー』ではパイロット&メイン監督を務めた。2004年には日笠がプロデュースした『仮面ライダー剣』で仮面ライダーシリーズに初参加し、翌年の『仮面ライダー響鬼』までシリーズに携わった。その後、2009年の『仮面ライダーW』への参加をきっかけに、主な活動の場を仮面ライダーシリーズに移し、2021年の『仮面ライダーリバイス』まで皆勤で参加した。『仮面ライダーオーズ/OOO』以降は4作品連続で最多演出を果たした。また、『忍風戦隊ハリケンジャー』をはじめとしてパイロット組の次の回を演出する機会も多い。近年では『炎神戦隊ゴーオンジャー』、『侍戦隊シンケンジャー』、『仮面ライダーW』、『天装戦隊ゴセイジャー』と4シリーズ連続で担当、通算8シリーズでセカンドパイロットを担当している。2015年の『仮面ライダーゴースト』では仮面ライダーシリーズのパイロット監督を初担当した。仮面ライダーシリーズのローテーション監督となってからは、スーパー戦隊シリーズからは完全に離れていたが2021年の『機界戦隊ゼンカイジャー』への参加をきっかけに、同シリーズに11年ぶりに携わった。
2002年に結婚。

## 人物・エピソード

### 演出面での特徴
役者を「水落ち（海や池などに落とす）」させることも特徴であり、『仮面ライダーゴースト』の主演の西銘駿によれば、諸田曰く「水は色んな感情を出せる」という。

### カメオ出演
- 自身が監督を務める作品に、自ら端役として出演する機会が多い。近年では『仮面ライダーウィザード』第36話に登場する大家役、『仮面ライダーフォーゼ』第9話に登場する教師役を演じ、その他『未来戦隊タイムレンジャー』の第1話で車から降りて逃げ惑う男、『百獣戦隊ガオレンジャー』の最終回で病院から出てくる男、『轟轟戦隊ボウケンジャー』の最終回で消防士の班長を演じている。同じく『ボウケンジャー』第1話でも出演シーンを収録していたが、これは編集段階でカットしたという[7]。
- 『炎神戦隊ゴーオンジャー』第16話（中澤祥次郎監督）には似顔絵として登場。
- 自身の監督作品以外でも頻繁にゲスト出演。これらはカメオではなく、すべてテロップに出演者として名を連ねている。また、監督として参加していないシリーズ作品に出演というケースもある。特に坂本浩一の監督作品には多く出演しており、坂本は自身の組に欠かせない役者であると述べている[8]。
  - 『獣拳戦隊ゲキレンジャー』第23話（渡辺勝也監督） - 課長 役
  - 『仮面ライダーW』第43話（坂本浩一監督） - 占い師B 役
  - 『仮面ライダー×仮面ライダー オーズ&ダブル feat.スカル MOVIE大戦CORE』（田﨑竜太監督） - CM監督 役
  - 『仮面ライダーフォーゼ THE MOVIE みんなで宇宙キターッ!』（坂本浩一監督、友情出演）、『ネット版 仮面ライダーフォーゼ みんなで授業キターッ!』（山口恭平監督）、『仮面ライダーフォーゼ』最終話（坂本浩一監督）、『仮面ライダー×仮面ライダー ウィザード&フォーゼ MOVIE大戦アルティメイタム』（坂本浩一監督） - 諸田先生（第9話で演じた教師役を発展させる形で出演。『みんなで授業キターッ!』から役名が付けられた） 役
  - 『獣電戦隊キョウリュウジャー』第40話（坂本浩一監督） - 男 役
  - 『俺たち賞金稼ぎ団』（坂本浩一監督） - 男 役
  - 『てれびくん超バトルDVD 仮面ライダーゴースト 一休入魂！めざめよ！オレのとんち力！！』（石田秀範監督） - オカマ 役
  - 『劇場版 仮面ライダーゴースト 100の眼魂とゴースト運命の瞬間』（諸田敏監督）
- 『非公認戦隊アキバレンジャー』ビジュアルブックの田﨑竜太インタビュー[要ページ番号]によると第6話のゲストである新堀和男の代わりとして諸田が出演する案も打ち合わせ中に出たが、それは没になったという。

### その他のエピソード
- 助監督時代は特に監督の長石多可男と東條昭平に影響を受けたとインタビューで語っており、『天才の長石、クレバーの東條』と評する。長石と東條は「対照的」で、長石は「気持ちでワンカットワンカット撮っていく」のに対し、東條は「頭の中ですべてが組みあがっていて、カット1の次にカット13を撮影する。説明が苦手な方だったので、こちらは何が起こっているのかが全然わからないんです」と語っている[1]。また、山田稔に関しては「僕は山田さんが怖かったですね。印象は優しいおじさんなんですけど、大御所ですから、入りたてのサードとしては怖かった。僕が忘れ物をして、山田さんが帰ってしまったこともありました（笑）」と語っている[1]。
- 小中肇のことを、「極めて優秀な方」と評している[1]。また、『光戦隊マスクマン』で小中がチーフ助監督を去る際にも「諸田ならできる」と言われたのだという[1]。
- 『地球戦隊ファイブマン』で東映特撮の現場から離れているが、これは諸田自身が一般ドラマで監督になりたいという希望した[1]うえ、「『スーパー戦隊シリーズ』でたまたま2年でチーフになったため、その勢いで『俺はいける』と思っていました（笑）。すぐに監督になれると思い込んでいたんですね。でも3年ほどチーフをやっても鈴木武幸さんに僕を監督デビューさせるつもりがないようだし、ほかのドラマもやりたかったので『スーパー戦隊』をやめるんです。」と語っている[1]。『スーパー戦隊』の現場を離れた後は、東映制作の2時間ドラマをやる際に監督であった真船禎が小中肇を助監督に指名した。だが結果的に小中は監督補を務めることになったため、この作品のチーフ助監督に、小中が諸田を呼んだことが縁で東映テレビ・プロから製作所に移って、東映で助監督を続けることになった[1]。
- 『超光戦士シャンゼリオン』でチーフ助監督の依頼があったとき、特撮作品より離れて久しかったため最初は依頼を固辞した[1]。しかし、監督が自身が師匠と慕う長石多可男と助監督時代の先輩の小中肇と聞かされて「これはやらねばなるまい」と翻意し、作品参加を決意したという[1]。なお、諸田をチーフ助監督で招聘したのは同番組の制作デスクであった寺崎英世である[1]。
- 『シャンゼリオン』終了後は、再び一般ドラマの助監督としての活動をする[1]。この当時は「バブルが弾けた後で、ドラマが減っていたからVシネマから教育映画に連続ドラマ、マルチ映像まで、何でもやっています。でも今思うとあらゆるジャンルを経験して、いい勉強になっていますよ。」[1]。と語る一方で、「この時期は、監督をやらせてくれるのならすべてにおいて優先してどこにでも行くよという流れで『星獣戦隊ギンガマン』の監督をやったのはそんな流れですね。」と語っている[1]。
- 『侍戦隊シンケンジャー』では、3・4話からローテーションに参加していたが、同年9月から開始の『仮面ライダーW』に参加するため18話を最後に番組を降板。『シンケンジャー』で諸田の抜けたローテーションは加藤弘之が後を引き継いた。これに関して加藤は「諸田敏監督が『仮面ライダーW』へ参加することになり、その後に入ってくれとプロデューサーに言われました。諸田監督の後ということで、ものすごいプレッシャーがありましたが、自分なりに出来ることをしようと思いました」とコメントしている[9]。一方で諸田は、「9月からのライダーに行くと決まっていたにもかかわらず、それまで撮らせていただいた宇都宮さんに感謝しております。撮りがいのある台本を書いてもらった小林さんにも感謝ですね。離脱後の放送を見ていて、心底こっちも取りたいなと思ってました。」[10]。
- 『仮面ライダーW』では、田﨑竜太がパイロット（第1・2話）を撮り、諸田がセカンドパイロット（第3・4話）を手がけた。田﨑は、自身はパイロットを担当することが多いが、第3・4話を撮るほうが難しいと主張しており、その意味で「見事な第3〜4話を作り上げた諸田さんはすごい。パイロットを崩して、さらに面白くした」と評する[11]。
- 『未来戦隊タイムレンジャー』に出演した永井大は、諸田はこういうふうにしろと具体的な指示を出すのではなく、現場で学べるよううまく促してくれたと述べている[12]。
- 『百獣戦隊ガオレンジャー』に出演した酒井一圭は、「諸田さんはスゴかったですよ。やっぱり諸田戦隊ですよねガオレンジャーは！」とコメントしており、対談したプロデューサーの日笠淳からも「うん、そうだね。」と答えられている[13]。
- 『轟轟戦隊ボウケンジャー』第7話のゲスト出演に清水綋治を指名したのは諸田であった[14]。自身が『超新星フラッシュマン』で助監督を務めていた際、清水の重厚な演技が忘れがたい味があったからであるという。諸田と清水は20年ぶりに戦隊の現場で再会を果たしている。
- 『侍戦隊シンケンジャー』に主演した松坂桃李は、第3・4話のリハーサルで諸田に「全然お話にならない」と言われたのが悔しかったという。すべての撮影を終えたあとで、「諸田監督はわりとハッキリものを言う方ですけど、すごく的確にわかりやすく説明してくれる」と話している[15]。また後に、「緑（鈴木）の奴は本読みでもこういうことしてるけど、お前は何もしないのか？」と言われたことも回想しており、「両親の反対を押し切って俳優になった挙げ句の果てに待っていたのは、諸田さんに怒られる日々だった」ともコメントしている[16]。
- 同じく『シンケンジャー』に出演した鈴木勝吾は、打ち上げの席で諸田に「迷いながらやっているのがよかった」と言われ、嬉しかったという[17]。
- 脚本家のきだつよしは『仮面ライダー響鬼』にて初めて諸田と仕事を共にしたが、どんどん修正を入れられてゆく脚本を読んで「直される前のホンの方がおもしろかったのに」と諸田がフォローを入れたことに恩義を感じ、自身のブログにて「なんてイイ人だ、この人について行こう、と思った記憶がある」と述懐した[18]。『響鬼』以来、『仮面ライダーウィザード』にて久々にコンビを組んでいるが「普段は飄々とされていて柔らかい雰囲気の方なんですが、おもしろくするために何をすべきかに対して鋭い観点を持っておられ、今回の打ち合わせでも目から鱗なアドバイスをいただきました」と諸田について語っている。

## 作品

### テレビドラマ
太字はパイロット作品。
- 超光戦士シャンゼリオン（1996年、東映・テレビ東京）[注釈 1]
- ビーロボカブタック（1997年 - 1998年、東映・テレビ朝日）
- スーパー戦隊シリーズ（東映・テレビ朝日）
  - 星獣戦隊ギンガマン（1998年 - 1999年）
  - 救急戦隊ゴーゴーファイブ（1999年 - 2000年）
  - 未来戦隊タイムレンジャー （2000年 - 2001年）[注釈 2]
  - 百獣戦隊ガオレンジャー （2001年 - 2002年）
  - 忍風戦隊ハリケンジャー（2002年 - 2003年）
  - 爆竜戦隊アバレンジャー（2003年 - 2004年）
  - 轟轟戦隊ボウケンジャー （2006年 - 2007年）
  - 獣拳戦隊ゲキレンジャー（2007年 - 2008年）
  - 炎神戦隊ゴーオンジャー（2008年 - 2009年）
  - 侍戦隊シンケンジャー（2009年）
  - 天装戦隊ゴセイジャー（2010年）
  - 機界戦隊ゼンカイジャー（2021年）
  - 暴太郎戦隊ドンブラザーズ（2022年 - 2023年）[19]
- 仮面ライダーシリーズ（東映・テレビ朝日）
  - 仮面ライダー剣（2004年 - 2005年）
  - 仮面ライダー響鬼（2005年 - 2006年）
  - 仮面ライダーW（2009年 - 2010年）
  - 仮面ライダーオーズ/OOO（2010年 - 2011年）
  - 仮面ライダーフォーゼ（2011年 - 2012年）
  - 仮面ライダーウィザード（2012年 - 2013年）
  - 仮面ライダー鎧武/ガイム（2013年 - 2014年）
  - 仮面ライダードライブ（2014年 - 2015年）
  - 仮面ライダーゴースト （2015年 - 2016年）
  - 仮面ライダーエグゼイド（2016年 - 2017年）
  - 仮面ライダービルド（2017年 - 2018年）
  - 仮面ライダージオウ（2018年 - 2019年）
  - 仮面ライダーゼロワン（2019年 - 2020年）
  - 仮面ライダーセイバー（2021年）
  - 仮面ライダーリバイス（2021年 - 2022年）
  - 仮面ライダーガヴ（2024年 -）

### 映画
- 劇場版 百獣戦隊ガオレンジャー 火の山、吼える（2001年）
- 爆竜戦隊アバレンジャー DELUXE アバレサマーはキンキン中!（2003年）
- 轟轟戦隊ボウケンジャー THE MOVIE 最強のプレシャス（2006年）
- 劇場版 炎神戦隊ゴーオンジャーVSゲキレンジャー（2009年）
- 劇場版 仮面ライダードライブ サプライズ・フューチャー（2015年）「仮面ライダーゴースト」演出協力
- 劇場版 仮面ライダーゴースト 100の眼魂とゴースト運命の瞬間（2016年）

### オリジナルビデオ
- 星獣戦隊ギンガマン スーパービデオ ひみつのちえの実（1998年、講談社）
- 爆竜戦隊アバレンジャー ダイノガッツビデオ アバレマックス大アバレ！！（2003年、バンダイ）
- てれびくん超バトルDVD 仮面ライダーゼロワン カンガルーからナニが飛び出す？ソンナの自分でカンガルー！はい、或人じゃないと！！（2020年、小学館）
- DEAR GAGA（2022年）

### Vシネマ
- 仮面ライダージオウ NEXT TIME ゲイツ、マジェスティ（2020年）

### ネットムービー
- 鎧武外伝 仮面ライダーグリドンVS仮面ライダーブラーボ（2020年）
- RIDER TIME 仮面ライダージオウVSディケイド/7人のジオウ!（2021年）
- RIDER TIME 仮面ライダーディケイドVS ジオウ/ディケイド館のデス・ゲーム（2021年）
- 仮面ライダーゲンムズ -ザ・プレジデンツ-（2021年）